# سودان تريبيون
سودان تريبيون هي بوابة إخبارية إلكترونية عن السودان وجنوب السودان  والدول المجاورة بما في ذلك تمتاز بالتغطية الإخبارية والتحليلات والتعليقات والتقارير الرسمية والبيانات الصحفية من مختلف المنظمات والخرائط. يقع مقرها في باريس ، فرنسا ، ويديرها فريق من المحررين والصحفيين السودانيين والدوليين. تدعي صحيفة سودان تريبيون أن لديها أكثر من 5   مليون مشاهدة الصفحة في عام 2005 وأكثر من 12   مليون مشاهدة صفحة (ما يقرب من مليون زائر فريد مطلق) في عام 2008.

## التاريخ
سودان تريبيون بدأت في عام 2003. في يوليو 2017 ، اتهمت وسائل الإعلام في جنوب السودان حكومتها بحظر مواقعها على الإنترنت.

## روابط خارجية
- سودان تريبيون - الصفحة الأولى